# The Big Easy
The Big Easy (bra: Acerto de Contas; prt: Nas Teias da Máfia) é um filme estadunidense de 1987, dos gêneros suspense, policial e drama romântico, dirigido por Jim McBride, com roteiro de Daniel Petrie Jr., produção executiva de Mort Engelberg e fotografia do brasileiro Affonso Beato. 
O filme é estrelado por Dennis Quaid, Ellen Barkin, John Goodman, e Ned Beatty. Tanto o filme foi criado e filmado em Nova Orleães, Louisiana.
O filme foi adaptado para a televisão, com o mesmo nome The Big Easy, em formato de seriado, em duas temporadas exibidas pela USA Network.[carece de fontes?]

## Sinopse
O tenente detetive corrupto da polícia de Nova Orleães Remy McSwain, que usa o fundo de viúvas e órfãos da delegacia, investiga o assassinato de um membro da máfia local de Nova Orleães. Sua investigação o leva a suspeitar de que outros membros da força policial podem estar envolvidos. Um dia, ele recebe a visita de Anne Osborne, promotora pública, enviada para investigar a corrupção policial.

## Elenco
- Dennis Quaid .... investigador Remy McSwain
- Ellen Barkin .... Anne Osborne
- Ned Beatty .... Jack Kellom
- John Goodman .... investigador Andre DeSoto
- Lisa Jane Persky .... McCabe
- Tom O’Brien .... Bobby McSwain
- Charles Ludlam .... Lamar Parmentel
- Grace Zabriskie .... Mama
- Marc Lawrence .... Vinnie ‘The Cannon’ DiMotti
- Solomon Burke .... Daddy Mention
- Gailard Sartain .... chefe Paul
- Ebbe Roe Smith .... Ed Dodge
- Jim Chimento .... Freddie Angelo
- Jim Garrison .... juiz Jim Garrison
- Edward St. Pe .... patrulheiro
- Robert Lesser .... ‘Silky’ Foster

## Produção
As filmagens levaram 50 dias e os atores principais ensaiaram três semanas antes do início da fotografia principal.
O título original do roteiro era "Windy City", e foi ambientado, em Chicago. O título foi rapidamente alterado para "Nothing But The Truth".
Bem conhecido promotor de Nova Orleães Jim Garrison faz uma aparição como um juiz . Garrison tornou-se conhecido por suas teorias da conspiração do Assassinato de John F. Kennedy e sua própria investigação sobre o assassinato de JFK de Nova Orleães na década de 1960.